# Sàjnoie
Sàjnoie - Сажное (rus) - és un poble (un possiólok) de l'óblast de Bélgorod, a Rússia. El 2010 tenia 744 habitants. Pertany al districte (raion) de Stroítel.